# 勞勃·愛德華·李紀念公園
勞勃·愛德華·李紀念公園（Robert E. Lee Memorial Park）位於美國馬里蘭州巴爾的摩郡，圍繞羅蘭湖，占地415英畝，由林地、濕地、岩石地形以及少見植物組成。附近有巴爾的摩輕軌的佛爾斯路車站，輕軌路線穿過公園，將其分為北區（約占三分之二，為林地）與南區（約占三分之一，有野餐區、水壩、涼亭、抽水站）。本公園位於巴爾的摩市北邊界之外，但自1920年代起產權屬於巴爾的摩市，不過目前交由巴爾的摩郡管理經營。
本公園以廣大的林地、水景、步道著稱，其步道可供民眾帶狗進入。並有建於瓊斯佛爾斯溪上的水壩，攔河形成羅蘭湖。公園裡有新建的行人橋跨越瓊斯佛爾斯溪，並有一個供犬隻使用的公園，犬隻於內可自由活動，但在此公園外犬隻主人需以皮帶控制其活動。

## 圖輯

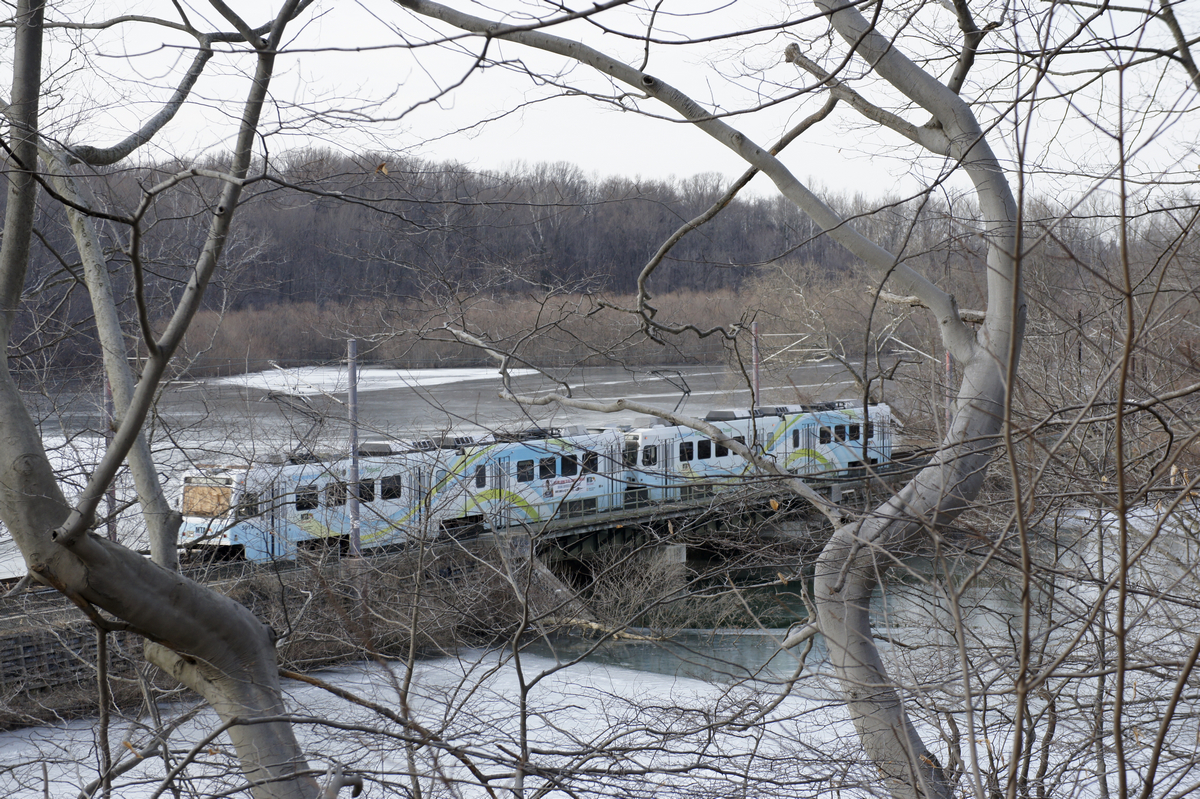
巴爾的摩輕軌列車經過羅蘭湖
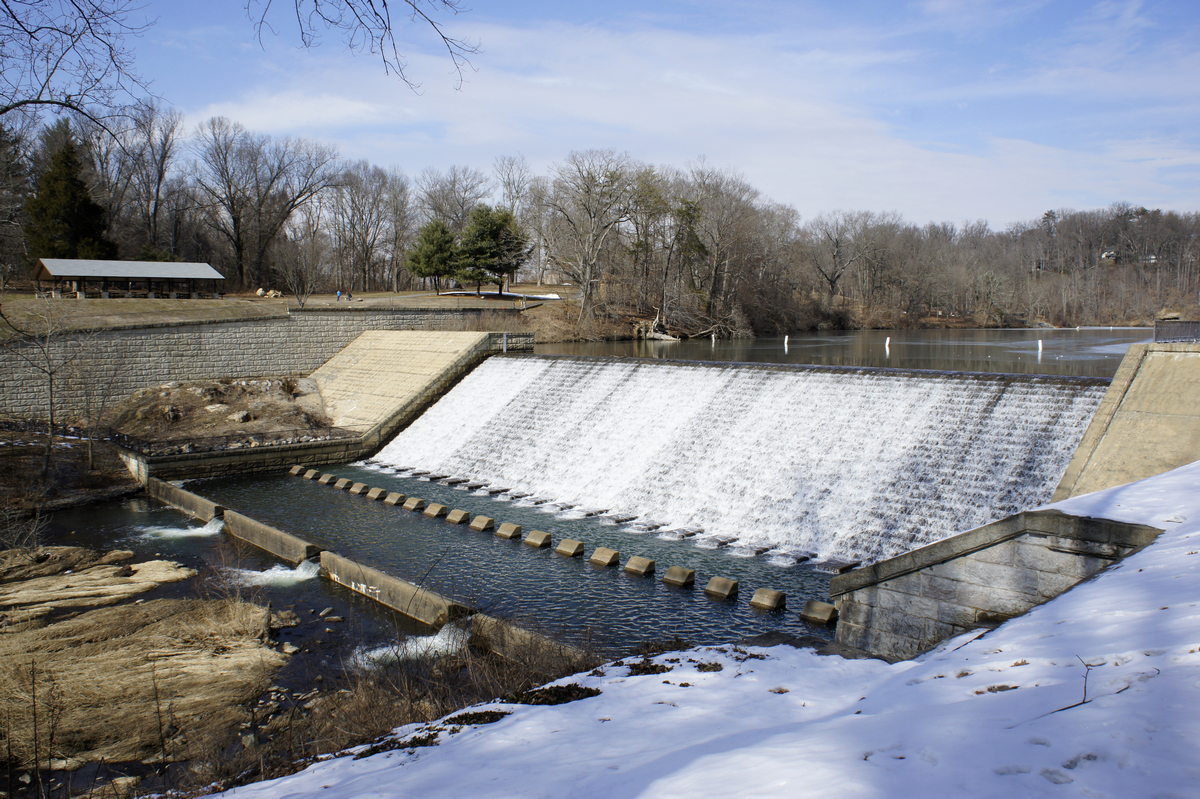
瓊斯佛爾斯溪上的水壩
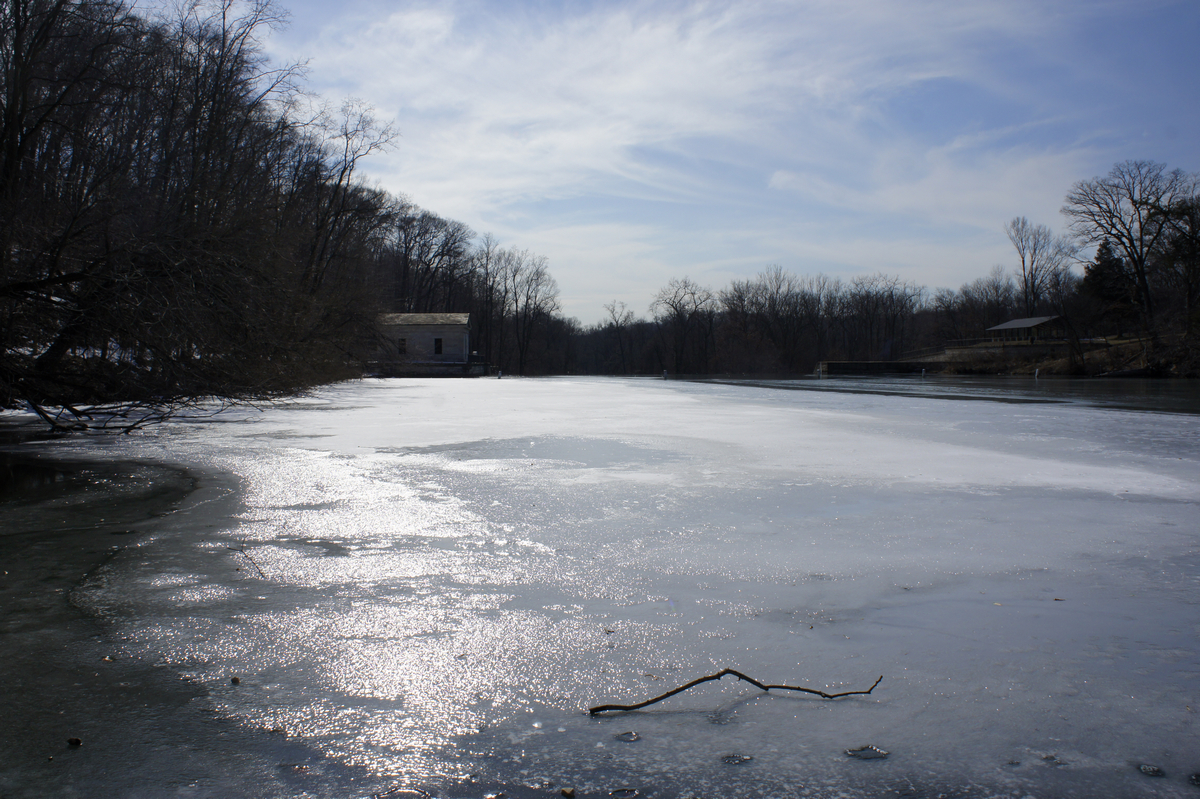
勞勃·愛德華·李紀念公園裡的抽水站

## 外部連結
- Google街景上的勞勃·愛德華·李紀念公園